# フランク・エルモア・ロス
フランク・エルモア・ロス（Frank Elmore Ross、1874年4月2日 – 1960年9月21日）は、アメリカ合衆国の天文学者。
サンフランシスコに生まれた。カリフォルニア大学で博士号を得た。1905年からメリーランド州ゲティスバーグの国際緯度観測所の所長を務めた。 1915年からイーストマン・コダック社の研究者を務めた後、1924年から引退までヤーキス天文台で働いた。
最初の重要な業績は惑星の衛星の軌道の計算に関するもので、土星の衛星フェーベ、木星の衛星ヒマリアやエラーラの軌道を計算した。イーストマン・コダック社では天文観測用の写真乳剤や光学系の設計を研究した。ヤーキス天文台ではエドワード・エマーソン・バーナードの仕事を引き継ぎ、バーナードの残した天文写真乾板を受け継いだ。バナードの写真を再度ブリンクコンパレータを使って調査し400を超える変光星と、1000を超える固有運動の大きい恒星を発見した。いくつかの固有運動の大きい恒星はロス154のように地球に近い恒星であることが判明し、ロスが一覧表（カタログ）に与えた番号で知られるようになった。
1926年の火星の衝の観測で、ウィルソン山天文台の60インチ望遠鏡を使って異なる色の範囲で火星の写真を撮影した。翌年金星の紫外線域を使って、金星の雲の下に隠された構造の撮影に初めて成功した。カリフォルニア州アルタデナで没した。
火星のクレータに命名され、月のロス・クレータは彼と、イギリスの探検家ジェイムズ・クラーク・ロスに因んで命名された。